# Скурди
Скурди (груз. სკურდი) — село в Грузии, на территории Мартвильского муниципалитета края (мхаре) Самегрело-Верхняя Сванетия.

## География
Село находится в западной части Грузии, на правом берегу реки Абаши, на расстоянии приблизительно 3 километров (по прямой) к северу от города Мартвили, административного центра муниципалитета. Абсолютная высота — 275 метров над уровнем моря.

## Население
По результатам официальной переписи населения 2014 года в Скурди проживал 241 человек (117 мужчин и 124 женщины). В национальной структуре населения грузины составляли 100 %.
| Год  | Население, человек |
| ---- | ------------------ |
| 2002 | 296                |
| 2014 | ↘ 241              |